# Zare Markovski
Zare Markovski (in macedone Заре Марковски?; Skopje, 28 ottobre 1960) è un allenatore di pallacanestro ed ex cestista macedone naturalizzato italiano.
Ha ottenuto i principali successi in Svizzera, con il Lugano. Dal 2002 tornato in Italia e ha condotto la Virtus Bologna alle Finalissima Playoff, Coppa Italia ed il terzo posto nella FIBA EuroCup.

## Carriera
Da giocatore ha vestito le maglie di KK Rabotnički e KK Skopje, ma ha smesso a ventitré anni per allenare le giovanili della sua prima squadra. Nel 1989 venne promosso capo allenatore della squadra che militava nella A2 che dopo la terza stagione (1990-91) vinse il campionato, con 23 vittorie su 25 incontri. Contemporaneamente, era il viceallenatore  nella nazionale jugoslava juniores.
Nel 1991-92 passa alla Dinamo Sassari, in Serie A2, prima come supervisore delle giovanili, poi come allenatore, fermandosi fino alla stagione 1993-94.
Nel 1994-95 esordisce in Serie A1, sulla panchina della Pallacanestro Reggiana. Nel 1997 torna in Macedonia per allenare la Nazionale, qualificandosi per la prima volta al Campionato europeo nel 1999.
Nel 1998 passa ai turchi del Darüşşafaka, partecipando anche alla Coppa Saporta e raggiungendo ottimi risultati in campionato. Nel 2000 viene ingaggiato dal Lugano, con cui vince tre campionati consecutivi e due coppe della Svizzera. Nel 2002 torna in Italia: all'Air Avellino conquista tre salvezze di fila che gli valgono la chiamata della neopromossa Virtus Bologna.
Con le V nere disputa due campionati, arrivando a disputare le finali di playoff, Coppa Italia e FIBA EuroCup Final Four, qualificandosi alla partecipazione in Eurolega, prima di passare nell'estate del 2007 all'Olimpia Milano. Nel 2008 Zare Markovski ritorna all'Air Avellino nelle duplici vesti di allenatore e general manager, disputando l'Eurolega
. La stagione inizia con la sconfitta in SuperCoppa Italia contro la Montepaschi Siena e si conclude con l'undicesimo posto in classifica che taglia fuori gli irpini dai playoff. Nel mezzo la Scandone non supera la prima fase del campionato europeo e viene eliminata nei quarti di finale della Coppa Italia.
Il 3 aprile 2018, Markovski firma fino al termine della stagione 2017-18 con la Dinamo Sassari.
Il 5 novembre 2024 viene ingaggiato dal Pistoia Basket, con un contratto fino al 30 giugno 2025; viene esonerato il 26 dicembre seguente.

## Palmarès

### Allenatore
- Campionato svizzero: 3

Lugano: 1999-00, 2000-01 e 2001-02
- Coppa Svizzera: 2

Lugano: 2000-01 e 2001-02